# Beaumont-Pied-de-Bœuf (Mayenne)
Beaumont-Pied-de-Boeuf – miejscowość i gmina we Francji, w regionie Kraj Loary, w departamencie Mayenne.
Według danych na rok 2010 gminę zamieszkiwały 204 osoby, a gęstość zaludnienia wynosiła 15 osób/km².